# Receptor (farmacología)
En farmacología, se llama receptor a toda aquella molécula, generalmente un receptor celular o una enzimas, con la que un fármaco puede interactuar selectivamente, generándose como consecuencia una modificación constante y específica en la función celular. Los requisitos básicos de todo receptor son la afinidad elevada por un fármaco, con el que se fija aun cuando haya una concentración muy pequeña de éste, y su especificidad, gracias a la cual puede discriminar una molécula de otra, aunque ambas tengan una estructura muy similar.